# Орчосан
Орчосан (Орчусан, Орчосани, осет. Орчъосан, груз. ორჭოსანი) — приграничное село в Ленингорском районе Южной Осетии, самый южный населённый пункт республики. Расположено на Тирипонской равнине. На западе, юге и востоке в пределах 3,5 км от населённого пункта проходит граница с Грузией. До столицы Южной Осетии — 34 км, до Тбилиси — 50 км, до города Гори — 20 км, до Каспи — 15 км, до посёлка Ленингор — 14 км.

## Топографические карты
- Лист карты K-38-65 Ленингори. Масштаб: 1 : 100 000. Издание 1979 г.